# Stripverzamelaar
Een stripverzamelaar is iemand die als hobby het verzamelen van stripboeken heeft. Dit verzamelen van stripboeken beperkt zich in de meeste gevallen tot het completeren van een stripreeks of reeksen van en werken over bepaalde striptekenaars, maar kan ook bestaan uit het verzamelen van bijvoorbeeld zeldzame antiquarische stripboeken, ex librissen, originele tekeningen en merchandising. Een stripverzamelaar is in de regel iemand die ook van stripverhalen houdt, maar dat hoeft niet per se. Een verzamelaar kan het ook gaan om de exclusiviteit van een bepaald stripboek, dat soms een hoge waarde vertegenwoordigd. Het duurste stripboek dat ooit is verkocht is de strip Action Comics No. 1 voor $ 3.207.852. In Europa liggen de bedragen lager, maar niettemin zijn de bedragen soms fors met duizenden euro's voor een Kuifje of een Lucky Luke.

## Waarde van het stripboek
Factoren waar een stripverzamelaar rekening mee houdt bij de beoordeling van de waarde van het stripboek zijn, naast de zeldzaamheid van het album, ook de kwaliteit van het album, die weer is onder te verdelen in de volgende categorieën:
- het drukwerk (goed gereproduceerd of zijn de drukgangen verschoven),
- papier (schijnt het door, golft het, het aantal en grootte van de pagina's),
- bindwerk (gebonden of gelijmd),
- kaft: harde kaft (hardcover) of zachte kaft (softcover)
- afwerking (bv. origineel tekenwerk op de kaft, schutbladen, achterkant),
- zaken als genummerde of gesigneerde albums,
- gebruikssporen (slijtage en beschadigingen),
- eerste druk of herdruk.

Ook kunnen eigendomskenmerken op het schutblad als namen, stempels of ex libris de waarde van het stripboek beïnvloeden, waarbij de aanwezigheid van een ex libris of handtekening van de tekenaar de waarde verhogen, maar een willekeurige naam van een eerste bezitter de waarde van het stripboek juist verlaagd.
De strips die voor 1965 in albumvorm op de markt verschenen zijn relatief zeldzaam en worden tegenwoordig als antiek beschouwd. Pas daarna werden strips een massa-product. Uitzonderingen hierop zijn de strips die in kleinere oplages zijn verschenen. Meestal geldt hoe zeldzamer het album, hoe waardevoller deze is. Een eerste druk is waardevoller dan een herdruk. De prijsindicatie die LastDodo geeft is een goede graadmeter voor het bepalen van de waarde. 

## Beschadigingen
Stripboeken zijn een vergankelijk medium. Door blootstelling aan zonlicht vervagen de kleuren en verliest de inkt zijn glans waardoor de pagina's dof worden. Het veelvuldig in de hand nemen van de stripboeken veroorzaakt schade omdat huidolie vlekken achterlaat die eveneens verkleuring op de strips kan veroorzaken. De meeste stripverzamelaars gaan daarom voorzichtig om met hun verzameling en doen hun best deze zo goed mogelijk te bewaren. 

## Geschiedenis
De eerste stripalbums verschenen in de jaren dertig op de markt. Daarvoor werden stripverhalen alleen in kranten gepubliceerd. De eerste stripverzamelaars waren dan ook voornamelijk verzamelaars van krantenstrips. Het verzamelen van stripboeken in albumvorm nam een grotere vlucht met de komst van stripbladen en de toenemende populariteit van het stripverhaal in de jaren zestig. Als gevolg daarvan verschenen er steeds meer stripalbums op de markt en nam de pluriformiteit toe. In die tijd vond ook de erkenning plaats van strips als eigen cultuurvorm.  
Met de komst van de eerste stripspeciaalzaken in de jaren jaren zeventig, kon het publiek dat in hun jeugd had genoten van krantenstrips, van een nieuw en groot aanbod proeven. Voor velen was dit de start voor het verzamelen van strips. Van sommige series die toen populair waren, zijn later nog nieuwe delen uitgebracht. Daarom zijn vooral eerste drukken van die delen zeldzaam en moeilijk te vinden. De mogelijkheden om stripverzamelingen uit te breiden en te complementeren namen nog meer toe met het verschijnen van de eerste strip-beurzen en -festivals eind jaren zeventig/begin jaren tachtig.